# Phylo grubei
Phylo grubei är en ringmaskart som först beskrevs av McIntosh 1910.  Phylo grubei ingår i släktet Phylo och familjen Orbiniidae. Arten har ej påträffats i Sverige. Inga underarter finns listade i Catalogue of Life.